# Mulundo
Mulundo (ou Mulondo) est une localité de Sao Tomé-et-Principe située au nord-ouest de l'île de São Tomé dans le district de Lembá. C'est une ancienne roça.

## Roça
Dans l'arrière-pays de Diogo Vaz – dont elle était l'une des dépendances –, elle est implantée sur une ligne de crête, le long de laquelle tous les édifices sont alignés.
Photographies et croquis réalisés en 2014 mettent en évidence la disposition des bâtiments, leurs dimensions et leur état à cette date.